# نيكولاي فاربانوف
نيكولاي فاربانوف (بالبلغارية: Николай Върбанов)‏ مواليد 6 يونيو 1985 في بلغاريا، هو لاعب كرة سلة بلغاري. بدأ مسيرته الاحترافية في سنة 2002. يلعب في الدوري البلغاري الوطني لكرة السلة كلاعب وسط. يحمل الرقم 21. يبلغ طوله 6 قدم 10 1⁄4 بوصة (2.1 م). سبق أن لعب مع نادي أكاديميك لكرة السلة.

## روابط خارجية
- نيكولاي فاربانوف على موقع الاتحاد الدولي لكرة السلة (الإنجليزية)
- نيكولاي فاربانوف على موقع كرة السلة الأوروبية.كوم (الإنجليزية)
- نيكولاي فاربانوف على موقع ريلجم (الإنجليزية)
- نيكولاي فاربانوف على موقع بروبوليرز (الإنجليزية)
- نيكولاي فاربانوف على موقع سبورتس رفرنس (الإنجليزية)